# Simulium segusina
Simulium segusina är en tvåvingeart som först beskrevs av Couvert 1968.  Simulium segusina ingår i släktet Simulium och familjen knott.
Artens utbredningsområde är Italien. Inga underarter finns listade i Catalogue of Life.